# Dillenburg
Dillenburg este un oraș din landul Hessa, Germania.